# ريك إلياس
ريك إلياس (بالإنجليزية: Rick Elias)‏ هو مغن مؤلف وملحن أمريكي، ولد في القرن العشرين، وتوفي في 2 أبريل 2019.

## وصلات خارجية
- الموقع الرسمي
- ريك إلياس على موقع IMDb (الإنجليزية)
- ريك إلياس على موقع ميوزك برينز (الإنجليزية)
- ريك إلياس على موقع ديسكوغز (الإنجليزية)